# Дрляча, Радмила
Радми́ла Дрля́ча (в замужестве — Берар) (серб. Радмила Дрљача (Берар), 21 декабря 1959, Нови-Град, Югославия) — югославская гандболистка, полевой игрок. Серебряный призёр летних Олимпийских игр 1980 года.

## Биография
Радмила Дрляча родилась 21 декабря 1959 года в югославском городе Нови-Град (сейчас в Боснии и Герцеговине).
Играла в гандбол за «Раднички» из Белграда.
В 1980 году вошла в состав женской сборной Югославии на летних Олимпийских играх в Москве и завоевала серебряную медаль. Играла в поле, провела 3 матча, мячей не забивала.
В ноябре 1981 году также играла за сборную Воеводины, которая заняла 4-е место на чемпионате Балкан по гандболу, проходившем в Кикинде.

## Увековечение
Занесена на Стену славы Олимпийского комитета Боснии и Герцеговины.